# Льюистаун (Монтана)
Льюистаун (англ.  Lewistown ) — город и административный центр округа Фергус в штате Монтана США.

## Описание
Центр округа Фергус с 1899 года. Находится в центральной Монтане. Расположенный на Биг-Спринг-Крик в самом центре штата, Льюистаун возник в 1873 году как торговый пост на Кэрролл-Трейл. Первоначально названный Фортом Рида в честь майора А. С. Рида (который открыл там почтовое отделение в 1881 году), город был переименован в 1899 году в честь офицера, майора Уильяма Х. Льюиса, который ранее в 1876 году основал форт в 2 милях (3 км) к югу. После прибытия железной дороги Сентрал-Монтана в 1903 году Льюистаун стал распределительным пунктом для Джудит-Бейсин.

## Население
1. Н/Д[4]
2. Н/Д[5]